# Chris Ware
Chris Ware (28 december 1967) is een Amerikaanse stripmaker en illustrator, afkomstig uit Omaha, Nebraska. Hij is onder andere auteur van de graphic novel Jimmy Corrigan: the Smartest Kid on Earth. Sinds 1999 levert hij strips voor The New Yorker. Ware beschrijft zijn stijl als realistisch.

## Carrière
Chris Ware tekende regelmatig een strip voor de studentenkrant van de Universiteit van Texas. Art Spiegelman pikte die in 1987 op en gaf Chris ruimte om in RAW te publiceren. RAW was een underground stripblad dat door Spiegelman en zijn vrouw Françoise Mouly werd uitgegeven. In 1991 verhuisde Chris Ware naar Chicago voor een masterstudie aan de universiteit van Chicago. In de jaren negentig begon hij het blad The ACME Novelty Library.
In 2000 publiceerde hij de veelgeprezen graphic novel Jimmy Corrigan: The Smartest Kid on Earth. Deze strip verscheen eerst in feuilletonvorm in The ACME Novelty Library.
Zijn jongste werk Rusty Brown is gebaseerd op gebeurtenissen die hij als scholier meemaakte in zijn woonplaats Omaha, Nebraska, in 1975.
Tot zijn belangrijkste invloeden rekent Ware de Amerikaanse stripmaker en muzikant Richard McGuire, maker van het boek Hier, waarover hij in het essay Niet in hokjes te vangen schreef: 'Hier biedt elke lezer een hoogst eigen en unieke kijk op het leven: een levensveranderende ervaring, althans voor mij als mens en als stripmaker.'

## Prijzen
Chris Ware heeft in de loop der jaren verschillende prijzen ontvangen, onder andere de American Book Award (2000), de Guardian First Book Award (2001) en de Franse L'Alph Art (2003). Vanaf 1994 heeft hij een overvloed aan Harvey en Eisner Awards gekregen.
In 2008 ontving hij de VPRO Grand Prix. In 2002 stond hij daarvoor ook op de shortlist, toen won echter Joe Sacco.
In 2001 ontving hij voor zijn graphic novel Jimmy Corrigan: The Smartest Kid on Earth een prijs van de Britse krant The Guardian. Dit was de eerste keer dat in het Verenigd Koninkrijk om een stripboek een belangrijke literaire prijs werd toegekend.
In 2021 werd zijn werk bekroond met de Grote Prijs van het Internationaal stripfestival van Angoulême. Bij de vijf vorige edities werd hij ook genomineerd voor deze prijs, maar ging de prijs naar een andere auteur.